# Sundsvall Dragons
Sundsvall Dragons var artistnamnet för KFUK-KFUM Basketklubb. Klubben bildades den 7 maj 1939 som KFUM Sundsvall. Men den första basketmatchen i Sundsvall spelades redan 1927. I organisationen fanns även ett damlag i en separat förening, Sundsvall Saints (KFUM Sundsvall Dambasket), som spelade i högsta serien 2005-2010.  
Sundsvall Dragons spelade i Sveriges högsta division, Svenska Basketligan, från säsongen 1993/1994, då klubbens namnbyte kom. Klubbens största framgångar är finalmatcherna i Svenska mästerskapet 2005 mot Södertälje Kings (2-4), 2008 mot Solna Vikings (0-3) och svenskt mästerskapsguld 2009 mot Solna Vikings (4-3) samt 2011 mot Norrköping Dolphins (4-3).  
År 2008 gjorde sig Sundsvall Dragons kända genom att värva NBA-legenden Scottie Pippen. Pippen spelade två matcher för Dragons och samlade bland annat på sig 21 poäng, 12 returer, sex assists och två steals under 30 minuters spel i en vinst (102-74) mot Akropol. Sundsvall Dragons betalade Pippen $66,000 för hans korta sejour i klubben. 
Klubben bedrev också ungdomsbasket. Klubbens ledare, spelare och styrelse utvecklade tillsammans projekt i samarbete med institutioner och företag utanför sportens värld, bl.a. "Time Out", "Förebyggare", "Brother To Brother", "Brother To Brother II", "The BAD Project", "Back To Basics". I projektet "Wake Up!" deltog klubben i ett projekt i Orongo, Kenya som utöver information kring droger och hiv/aids också inbegrep byggandet av basketplaner samt adoption av en förskola för föräldralösa barn. 
Utvecklingslaget Orongo Dragons spelade i BasketEttan Norra.
Den 6 maj 2016 försattes klubben i konkurs men verksamheten fortsatte i den separerade ungdomsföreningen KFUM Sundsvall Basket, som bildats i samband med dambasketklubben Sundsvall Saints konkurs 2010.

## Trupp 2015
16 november 2015 var följande spelare del av Dragons A-lag:
| Nr | Namn               | Position | Längd  | Född | Nationalitet |
| -- | ------------------ | -------- | ------ | ---- | ------------ |
| 4  | Hlynur Baeringsson | Forward  | 200 cm | 1981 | Island       |
| 6  | William Gutenius   | Forward  | 205 cm | 1992 | Sverige      |
| 8  | Charles Barton Jr. | Guard    | 193 cm | 1992 | Sverige      |
| 11 | Mustapha Dibba     | Forward  | 194 cm | 1995 | Sverige      |
| 12 | Daniel Eliasson    | Guard    | 191 cm | 1992 | Sverige      |
| 14 | Oskar Granat       | Guard    | 185 cm | 1995 | Sverige      |
| 16 | William Skagius    | Forward  | 200 cm | 1996 | Sverige      |
| 18 | Oscar Jernberg     | Guard    | 193 cm | 1994 | Sverige      |

### Fotnoter
1. ↑  Anna Beijron, Eva Harström (6 maj 2016). ”Sundsvall Dragons försatta i konkurs”. SVT Sport. http://www.svt.se/nyheter/lokalt/vasternorrland/sundsvall-dragons-begars-i-konkurs. Läst 6 maj 2016.